# Jean Siméon Chardin
Jean-Baptiste-Siméon Chardin (Paris, 2 de novembro de 1699 – Paris, 6 de dezembro de 1779) foi um dos mais célebres pintores do barroco francês. Foi assistente e pupilo de Noël-Nicolas Coypel e de Jean-Baptiste van Loo.

## Biografia

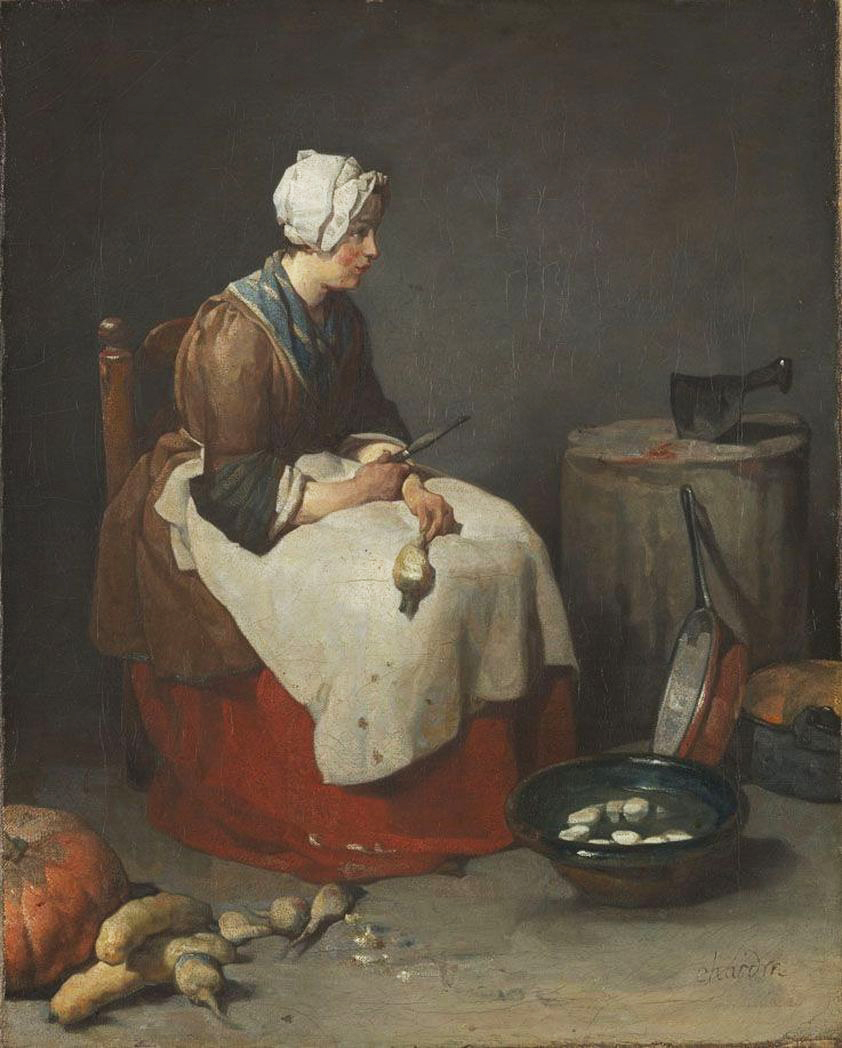
Mulher descascando batatas, Jean-Baptiste-Siméon Chardin, Antiga Pinacoteca, Munique, Alemanha

Em 1724 tornou-se membro da Académie de Saint-Luc em Paris e, quatro anos mais tarde, foi aceite na Académie royale de peinture et de sculpture. Tornou-se então célebre pelas suas naturezas-mortas, representações de frutos e animais. Embora não fosse um pintor de cenas históricas, anos mais tarde, formou parte do Conselho e, em 1755, tornou-se tesoureiro da Academia.
Com as «cenas de cozinha» ou «cenas domésticas», Chardin deu continuidade à tradição provinda da pintura holandesa do século XVII. Porém, representou-as sem grande excelência. Preferia as «cenas burguesas»; gostava de representar cenas da vida da burguesia francesa, que se tornava cada vez mais influente. Nestas pinturas a tranquilidade e a concentração de tons mais vivos foram combinados com uma muito refinada técnica de concepção.
Foi memorável a sua exibição, de 1761, de pinturas seleccionadas, concebidas pelos membros da Academia. Muitas delas foram trasladadas postumamente para as galerias do Louvre.
Faleceu, quase cego, em 1779, na cidade de Paris.